# لي غريسوم
لي غريسوم (بالإنجليزية: Lee Grissom)‏ هو لاعب كرة قاعدة أمريكي، ولد في 23 أكتوبر 1907 في مدينة شيرمان في الولايات المتحدة، وتوفي في 4 أكتوبر 1998 في كورنينغ في الولايات المتحدة.

## وصلات خارجية
- لي غريسوم على موقع دوري كرة القاعدة الرئيسي (الإنجليزية)
- لي غريسوم على موقعبيزبول رفرنس.كوم (الدوري الرئيسي) (الإنجليزية)
- لي غريسوم على موقعبيزبول رفرنس.كوم (الدوري الثانوي) (الإنجليزية)
- لي غريسوم على موقع مشجعي الرسوم البيانية (الإنجليزية)